# ریسونگ (چین)
ریسونگ (به لاتین: Risong Township) یک دهستان‌های جمهوری خلق چین در چین است که در شهرستان روتوگ واقع شده‌است.
 ریسونگ   ۴٬۳۳۵ متر بالاتر از سطح دریا واقع شده‌است.